# 本構方程
本构方程（constitutive equation）是描述介质或场的两个或多个物理量性质的方程，常涉及与运动学量相关的动理学量；此类反映介质或场特定性质的关系与数学模型，称为本构关系（constitutive relation），其近似地描述了物理量对外部刺激（通常为施加的场或力）的响应。在字面上，“本” 是物理量的本质属性，“构” 是对于物理量受刺激产生响应的构建。
在電磁學的宏观馬克士威方程組应用中，必須分別找到{\displaystyle \mathbf {D} }場與{\displaystyle \mathbf {E} }場之間，和{\displaystyle \mathbf {H} }場與{\displaystyle \mathbf {B} }場之間的關係。這些稱為本構關係的物理性質，設定了束縛電荷和束縛電流對於外場的響應。它們實際地對應於，一個物質響應外場作用而產生的電極化或磁化:44-45。
本構關係式的基礎建立於{\displaystyle \mathbf {D} }場與{\displaystyle \mathbf {H} }場的定義式：
{\displaystyle \mathbf {D} (\mathbf {r} ,t)\ {\stackrel {def}{=}}\ \epsilon _{0}\mathbf {E} (\mathbf {r} ,t)+\mathbf {P} (\mathbf {r} ,t)}、
{\displaystyle \mathbf {H} (\mathbf {r} ,t)\ {\stackrel {def}{=}}\ {\frac {1}{\mu _{0}}}\mathbf {B} (\mathbf {r} ,t)-\mathbf {M} (\mathbf {r} ,t)}；
其中，{\displaystyle \mathbf {P} }是電極化強度，{\displaystyle \mathbf {M} }是磁化強度。
本構關係式的一般形式為
{\displaystyle \mathbf {D} =\mathbf {D} (\mathbf {E} ,\mathbf {B} )}、
{\displaystyle \mathbf {H} =\mathbf {H} (\mathbf {E} ,\mathbf {B} )}。
在解釋怎樣計算電極化強度與磁化強度之前，最好先檢視一些特別案例。

## 自由空間案例
假設，在自由空間（即理想真空）裏，就不用考慮介電質和磁化物質，本構關係式變得很簡單：:2
{\displaystyle \mathbf {D} =\varepsilon _{0}\mathbf {E} }、
{\displaystyle \mathbf {H} =\mathbf {B} /\mu _{0}}。
將這些本構關係式代入宏观馬克士威方程組，則得到的方程組很像微觀馬克士威方程組，當然，在得到的高斯定律方程式和馬克士威-安培方程式內，總電荷密度和總電流密度分別被自由電荷密度和自由電流密度替代。這符合期待的結果，因為，在自由空間裏，沒有束縛電荷、束縛電流和極化電流。

## 線性物質案例
對於線性、各向同性物質，本構關係式也很直接：
{\displaystyle \mathbf {D} =\varepsilon \mathbf {E} }、
{\displaystyle \mathbf {H} =\mathbf {B} /\mu }；
其中，{\displaystyle \varepsilon }是物質的電容率，{\displaystyle \mu }是物質的磁導率。
將這些本構關係式代入宏观馬克士威方程組，可以得到方程組
| 名稱                                     | 微分形式 | 積分形式 |
| ---------------------------------------- | --- | --- |
| 高斯定律                                 | {\displaystyle \nabla \cdot (\varepsilon \mathbf {E} )=\rho _{f}}                                                            | {\displaystyle \iint _{\mathbb {S} }\!\!\!\!\!\!\!\!\!\!\!\!\;\subset \!\supset (\varepsilon \mathbf {E} )\cdot \mathrm {d} \mathbf {s} =Q_{f}}                               |
| 高斯磁定律                               | {\displaystyle \nabla \cdot \mathbf {B} =0}                                                                                  | {\displaystyle \iint _{\mathbb {S} }\!\!\!\!\!\!\!\!\!\!\!\!\;\subset \!\supset \mathbf {B} \cdot \mathrm {d} \mathbf {s} =0}                                                 |
| 馬克士威-法拉第方程 (法拉第电磁感应定律) | {\displaystyle \nabla \times \mathbf {E} =-{\frac {\partial \mathbf {B} }{\partial t}}}                                      | {\displaystyle \oint _{\mathbb {L} }\ \mathbf {E} \cdot \mathrm {d} {\boldsymbol {\ell }}=-{\frac {\mathrm {d} \Phi _{\mathbf {B} }}{\mathrm {d} t}}}                         |
| 安培定律 (含馬克士威加法)                | {\displaystyle \nabla \times (\mathbf {B} /\mu )=\mathbf {J} _{f}+\varepsilon {\frac {\partial \mathbf {E} }{\partial t}}\ } | {\displaystyle \oint _{\mathbb {L} }\ (\mathbf {B} /\mu )\cdot \mathrm {d} {\boldsymbol {\ell }}=I_{f}+{\frac {\mathrm {d} \Phi _{\varepsilon \mathbf {E} }}{\mathrm {d} t}}} |

除非這物質是均勻物質，不能從微分式或積分式內提出電容率和磁導率。通量{\displaystyle \Phi _{\varepsilon \mathbf {E} }}的方程式為
{\displaystyle \Phi _{\varepsilon \mathbf {E} }=\iint _{\mathbb {S} }\!\!\!\!\!\!\!\!\!\!\!\!\;\subset \!\supset \varepsilon \mathbf {E} \cdot \mathrm {d} \mathbf {s} }。
這方程組很像微觀馬克士威方程組，當然，在得到的高斯定律方程式和馬克士威-安培方程式內，自由空間的電容率和磁導率分別被物質的電容率和磁導率替代；還有，總電荷密度和總電流密度分別被自由電荷密度和自由電流密度替代。這符合期待的結果，因為，在均勻物質內部，沒有束縛電荷、束縛電流和極化電流，雖然由於不連續性，可能在表面會有面束縛電荷、面束縛電流或面極化電流。

## 一般案例
對於實際物質，本構關係並不是簡單的線性關係，而是只能近似為簡單的線性關係。從{\displaystyle \mathbf {D} }場與{\displaystyle \mathbf {H} }場的定義式開始，要找到本構關係式，必需先知道電極化強度和磁化強度是怎樣從電場和磁場產生的。這可能是由實驗得到（建立於直接測量），或由推論得到（建立於統計力學、傳輸力學（transport phenomena）或其它凝聚態物理學的理論）。所涉及的細節可能是宏观或微觀的。這都要視問題的層級而定。
雖然如此，本構關係式通常仍舊可以寫為
{\displaystyle \mathbf {D} =\varepsilon \mathbf {E} }、
{\displaystyle \mathbf {H} =\mathbf {B} /\mu }。
不同的是，{\displaystyle \varepsilon }和{\displaystyle \mu }不再是簡單常數，而是函數。例如，
- 色散或吸收：{\displaystyle \varepsilon }和{\displaystyle \mu }是頻率的函數。因果論不允許物質具有非色散性，例如，克拉莫-克若尼關係式。場與場之間的相位可能不同相，這導致{\displaystyle \varepsilon }和{\displaystyle \mu }為複值，也導致電磁波被物質吸收。[6]:330-335
- 非線性：{\displaystyle \varepsilon }和{\displaystyle \mu }都是電場與磁場的函數。例如，克爾效應[7]和波克斯效應（Pockels effect）。
- 各向異性：例如，雙折射或二向色性（dichroism）。{\displaystyle \varepsilon }和{\displaystyle \mu }都是二階張量[8]：

{\displaystyle D_{i}=\sum _{j}\epsilon _{ij}E_{j}}、
{\displaystyle B_{i}=\sum _{j}\mu _{ij}H_{j}}。
- 雙耦合各向同性（Bi-isotropy）或雙耦合各向異性（Bi-anisotropy）：在雙耦合各向同性物質裏，{\displaystyle \mathbf {D} }場與{\displaystyle \mathbf {H} }場分別各向同性地耦合於{\displaystyle \mathbf {E} }場與{\displaystyle \mathbf {B} }場[8]：

{\displaystyle \mathbf {D} =\epsilon \mathbf {E} +\xi \mathbf {H} }、
{\displaystyle \mathbf {B} =\mu \mathbf {H} +\zeta \mathbf {E} }；
其中，{\displaystyle \xi }與{\displaystyle \zeta }是耦合常數，每一種介質的内禀常數。
在雙耦合各向異性物質裏，{\displaystyle \mathbf {D} }場與{\displaystyle \mathbf {H} }場分別各向異性地耦合於{\displaystyle \mathbf {E} }場與{\displaystyle \mathbf {B} }場，係數{\displaystyle \epsilon }、{\displaystyle \mu }、{\displaystyle \xi }、{\displaystyle \zeta }都是張量。
- 在不同位置和時間，{\displaystyle \mathbf {P} }場與{\displaystyle \mathbf {M} }場分別跟{\displaystyle \mathbf {E} }場、{\displaystyle \mathbf {B} }場有關：這可能是因為「空間不勻性」。例如，一個磁鐵的域結構、異質結構或液晶，或最常出現的狀況是多種材料占有不同空間區域。這也可能是因為隨時間而改變的物質或磁滯現象。對於這種狀況，{\displaystyle \mathbf {P} }場與{\displaystyle \mathbf {M} }場計算為[9][6]:14

{\displaystyle \mathbf {P} (\mathbf {r} ,t)=\varepsilon _{0}\int d^{3}\mathbf {r} 'dt'\;\chi _{\mathrm {e} }(\mathbf {r} ,\mathbf {r} ',t,t';\mathbf {E} )\,\mathbf {E} (\mathbf {r} ',t')}、
{\displaystyle \mathbf {M} (\mathbf {r} ,t)={\frac {1}{\mu _{0}}}\int d^{3}\mathbf {r} 'dt'\;\chi _{\mathrm {m} }(\mathbf {r} ,\mathbf {r} ',t,t';\mathbf {B} )\,\mathbf {B} (\mathbf {r} ',t')}；
其中，{\displaystyle \chi _{\mathrm {e} }}是電極化率，{\displaystyle \chi _{\mathrm {m} }}是磁化率。
實際而言，在某些特別狀況，一些物質性質給出的影響微乎其微，這允許物理學者的忽略。例如，在低場強度狀況，光學非線性性質可以被忽略；當頻率局限於狹窄頻寬內時，色散不重要；對於能夠穿透物質的波長，物質吸收可以被忽略；對於微波或更長波長的電磁波，有限電導率的金屬時常近似為具有無窮大電導率的完美金屬（perfect metal），形成電磁場穿透的趨膚深度為零的硬障礙。
隨著材料科學的進步，材料專家可以設計出具有特定的電容率或磁導率的新材料，像光子晶體。

## 本構關係的演算
通常而言，感受到局域場施加的勞侖茲力，介質的分子會有所響應，從相關的理論計算，可以得到這介質的本構關係式。除了勞侖茲力以外，可能還需要給出其它作用力的理論模型，像涉及晶體內部晶格振動的鍵作用力，將這些作用力納入考量，一併計算。
在介質內部任意分子的位置{\displaystyle \mathbf {r} }，其鄰近分子會被電極化和磁化，從而造成其局域場會與外場或宏观場不同。更詳盡細節，請參閱克勞修斯-莫索提方程式。真實介質不是連續性物質，其局域場在原子尺度的變化相當劇烈，必需經過空間平均，才能形成連續近似。
這連續近似問題時常需要某種量子力學分析，像應用於凝聚態物理學的量子場論。請參閱密度泛函理論和格林-庫波關係式（Green–Kubo relations）等等案例。物理學者研究出許多近似傳輸方程式，例如，波茲曼傳輸方程式（Boltzmann transport equation）、佛克耳-普朗克方程式（Fokker–Planck equation）和納維-斯托克斯方程式。這些方程式已經廣泛地應用於流體動力學、磁流體力學、超導現象、等離子模型（plasma modeling）等等學術領域。一整套處理這些艱難問題的物理工具已被成功地發展出來。另外，從處理像礫岩（conglomerate）或疊層材料（laminate）一類物質的傳統方法演變出來的「均質化方法」，是建立於以「均質有效介質」來近似「非均質介質」的方法。當激發波長超大於非均質性的尺度時，這方法正確無誤。
理論得到的答案必須符合實驗測量的數據。許多真實物質的連續近似性質，是靠著實驗測量而得到的。例如，應用橢圓偏振技術得到的薄膜的介電性質。